# Giecze
Giecze (lit. Gečiai) – wieś na Litwie, w okręgu mariampolskim, w rejonie szakowskim.